# Irina Olegowna Grigorjewa
Irina Olegowna Grigorjewa (russisch Ирина Олеговна Григорьева; * 21. Januar 1972 in Moskau) ist eine ehemalige russische Fußballspielerin.

## Karriere

### Vereine
Grigorjewa begann ihre sportliche Karriere als Feldhockeyspielerin, wechselte dann zum Fußball und spielte die ersten sieben Jahre für zwei Moskauer Vereine Fußball im Seniorinnenbereich, bevor sie im Jahr 1993 das erste Mal im Ausland aktiv wurde.
Sie gehörte dem französischen Erstligisten FC Lyon im Championnat National 1 A, der unter diesem Namen seinerzeit höchsten Spielklasse im französischen Frauenfußball saisonübergreifend vom 1. Januar bis zum 31. Dezember 1993 an und hatte in dieser Zeit Anteil an der Meisterschaft. Über ein Leihgeschäft spielte sie in der Rückrunde der Saison 1993/94 für den SSV Turbine Potsdam für den sie zur Meisterschaft in der seinerzeit zweitklassigen Regionalliga Nordost beitrug.
Nach Russland zurückgekehrt, spielte sie für den in Samara ansässigen PFK Krylja Sowetow Samara zehn Jahre lang in der höchsten Spielklasse. Während ihrer Vereinszugehörigkeit gewann sie viermal die Meisterschaft und dreimal den nationalen Vereinspokal. Anschließend spielte sie von 2005 bis 2006 für den Ligakonkurrenten, der Frauenfußballmannschaft von Spartak Moskau, bevor sie ihre Spielerkarriere in der Spielzeit 2007 in Noginsk im Oblast Moskau beim dort ansässigen Nadeschda Noginsk ausklingen ließ.

### Nationalmannschaft
Grigorjewa spielte bereits im Alter von 18 Jahren für die Nationalmannschaft der UdSSR. Im Spieljahr 1990 bestritt sie ihre ersten neun (dokumentierten) Länderspiele, in denen ihr bereits ein Tor gelang. Ihr Debüt gab sie am 7. August 1990 in Minneapolis bei der 0:3-Niederlage gegen die Nationalmannschaft Deutschlands im Turnier um den Nordamerika-Pokal (noch) als Stürmerin. Ihr erstes Länderspieltor erzielte sie am 14. September 1990 in Saint-Lô beim 2:1-Sieg im Freundschaftsspiel gegen die Nationalmannschaft Frankreichs mit dem ersten Treffer ihrer Mannschaft in der 17. Minute.

## Erfolge
Interros Moskau
- Russischer Meister 1992

PFK Krylja Sowetow Samara
- Russischer Meister 1994, 1996, 2001
- Russischer Pokalsieger 1994, 1996, 2001

SSV Turbine Potsdam
- Meister Regionalliga Nordost 1994

FC Lyon
- Französischer Meister 1993

## Sonstiges
Am 14. Februar 1999 gehörte sie der FIFA-Auswahlmannschaft an, die in San José im Rahmen der Gruppenauslosungen für die Fußball-Weltmeisterschaft der Frauen 1999, mit 2:1 gegen die US-amerikanische Nationalmannschaft gewann.